# Touzac, Charente
Touzac är en kommun i departementet Charente i regionen Nouvelle-Aquitaine i västra Frankrike. Kommunen ligger  i kantonen Châteauneuf-sur-Charente som ligger i arrondissementet Cognac. År 2018 hade Touzac 393 invånare.

## Befolkningsutveckling
Antalet invånare i kommunen Touzac
Referens:INSEE